# Pacific Tri-Nations 2000
Das Pacific Tri-Nations 2000 war die 18. Ausgabe des Rugby-Union-Turniers Pacific Tri-Nations. Dabei spielten die Nationalmannschaften von Fidschi, Samoa und Tonga um den Titel des Ozeanien-Meisters. Nach drei Spielen, in denen die drei Teilnehmer jeweils einmal gegen die beiden anderen Teams antraten, sicherte sich Samoa zum achten Mal den Titel.
Die Spiele waren auch Bestandteil der Pacific Rim Rugby Championship 2000.

## Tabelle
|    | Land    | Spiele | Siege | Unent. | Ndlg. | Spiel- punkte | Diff. | Bonus- punkte | Tabellen- punkte |
| -- | ------- | ------ | ----- | ------ | ----- | ------------- | ----- | ------------- | ---------------- |
| 1. | Samoa   | 2      | 1     | 0      | 1     | 44:33         | + 11  | 2             | 6                |
| 2. | Tonga   | 2      | 1     | 0      | 1     | 38:38         | ± 0   | 1             | 5                |
| 3. | Fidschi | 2      | 1     | 0      | 1     | 42:53         | − 11  | 0             | 4                |

Anmerkung: Bonuspunkte gab es bei vier oder mehr erzielten Versuchen in einem Spiel sowie bei einer Niederlage mit sieben oder weniger Punkten Unterschied.

## Ergebnisse
| 26. Mai 2000 | Tonga                                                                                | 22 : 25        | Fidschi                                                       | Teufaiva Sport Stadium, Nukuʻalofa Schiedsrichter: Shinchi Iwashita (Japan) |
| 26. Mai 2000 | Versuche: Havili Taʻufoʻou Vunipola Erhöhungen: Taufahema (2) Straftritte: Taufahema | (17:6) Bericht | Versuche: Waqabitu Erhöhungen: Little Straftritte: Little (6) | Teufaiva Sport Stadium, Nukuʻalofa Schiedsrichter: Shinchi Iwashita (Japan) |

| 3. Juni 2000 | Samoa                                                                            | 31 : 17        | Fidschi                                                              | Apia Park, Apia Schiedsrichter: Shinchi Iwashita (Japan) |
| 3. Juni 2000 | Versuche: Curtis Faʻatau Feauʻnati Sititi Erhöhungen: Vili Straftritte: Vili (3) | (15:3) Bericht | Versuche: Raiwalui Rasila Erhöhungen: Little (2) Straftritte: Little | Apia Park, Apia Schiedsrichter: Shinchi Iwashita (Japan) |

| 24. Juni 2000 | Tonga                                                 | 16 : 13        | Samoa                                                    | Teufaiva Sport Stadium, Nukuʻalofa Zuschauer: 4.000 Schiedsrichter: Nobufumi Tanaka (Japan) |
| 24. Juni 2000 | Versuche: Havili Taufahema Straftritte: Taumalolo (2) | (16:3) Bericht | Versuche: Soʻoalo Erhöhungen: Vili Straftritte: Vili (2) | Teufaiva Sport Stadium, Nukuʻalofa Zuschauer: 4.000 Schiedsrichter: Nobufumi Tanaka (Japan) |